# Санто Стефано Тичино
Санто Стѐфано Тичѝно (на италиански: Santo Stefano Ticino, на западноломбардски: Sastèvan, Састеван) е малко градче и община в Северна Италия, провинция Милано, регион Ломбардия. Разположено е на 152 m надморска височина. Населението на общината е 4731 души (към 2010 г.).